# Osmanabad
Osmanabad är en stad i den indiska delstaten Maharashtra. Den är administrativ huvudort för distriktet Osmanabad och hade 111 825 invånare vid folkräkningen 2011.